# Jusracionalismo
Jusracionalismo ou racionalismo jurídico foi uma escola de pensamento jurídico que, utilizando métodos matemáticos (geometria), pretendia deduzir um direito puramente racional, isto é, um direito fundado em princípios racionais e que fosse válido independentemente das condições sociais ou culturais nas quais foi formulado ou das sociedades as quais deveria reger. Essa escola, de caráter eminentemente jusnaturalista, propunha que esse novo direito natural - agora secular, isto é, não mais de natureza teológica - deduzido racionalmente deveria ser utilizado para corrigir os vários direitos - tanto aqueles consuetudinários, quanto aqueles positivos.
A escola desenvolveu-se a partir do século XVII na Europa ocidental, tendo tornado-se hegemônica no pensamento jurídico e durado até o final do século seguinte. Levou o nível de abstração do Direito a um patamar elevadíssimo, tendo recebido o ímpeto abstracionista das escolas da baixa Idade Média que estudaram o direito romano a partir da descoberta do "Corpus Juris Civilis" e permitido o surgimento nos séculos seguintes de outras escolas que tinham a abstração como método de pensamento. Assim, sua influência não se fez sentir somente nos dois séculos de sua existência - tendo seus membros colaborado ativamente com os governantes na edição de leis e códigos, o que ficou conhecido como despotismo esclarecido -, mas também nos séculos que viriam.
Teve seu fim a partir dos efeitos que a Revolução francesa provocou em toda a Europa, com a criação das duas primeiras modalidades do positivismo jurídico: na França (inicialmente, depois também em outros países), houve o surgimento da Escola da exegese, de hermenêutica imperativista, que propunha um positivismo legalista a partir da outorga do Código Napoleônico; nos estados germânicos, houve o aparecimento da Escola Histórica do Direito, cujo método levou a fundação da Jurisprudência dos conceitos, de hermenêutica metodológica, que propunha um positivismo conceitualista.

## Antecedentes
Na Europa Ocidental, durante a Alta Idade Média vigorava um sistema de produção e organização social que costumou-se chamar de Feudalismo, devido a divisão do espaço geográfico em comunidades culturalmente homogêneas e de território pequeno, sob a liderança de autoridades locais, o Feudo. Durante esse período histórico, cada pequena comunidade tinha o seu próprio Direito consuetudinário baseado em soluções locais para problemas locais, isto é, um Direito que tinha como cerne a sua particularidade.

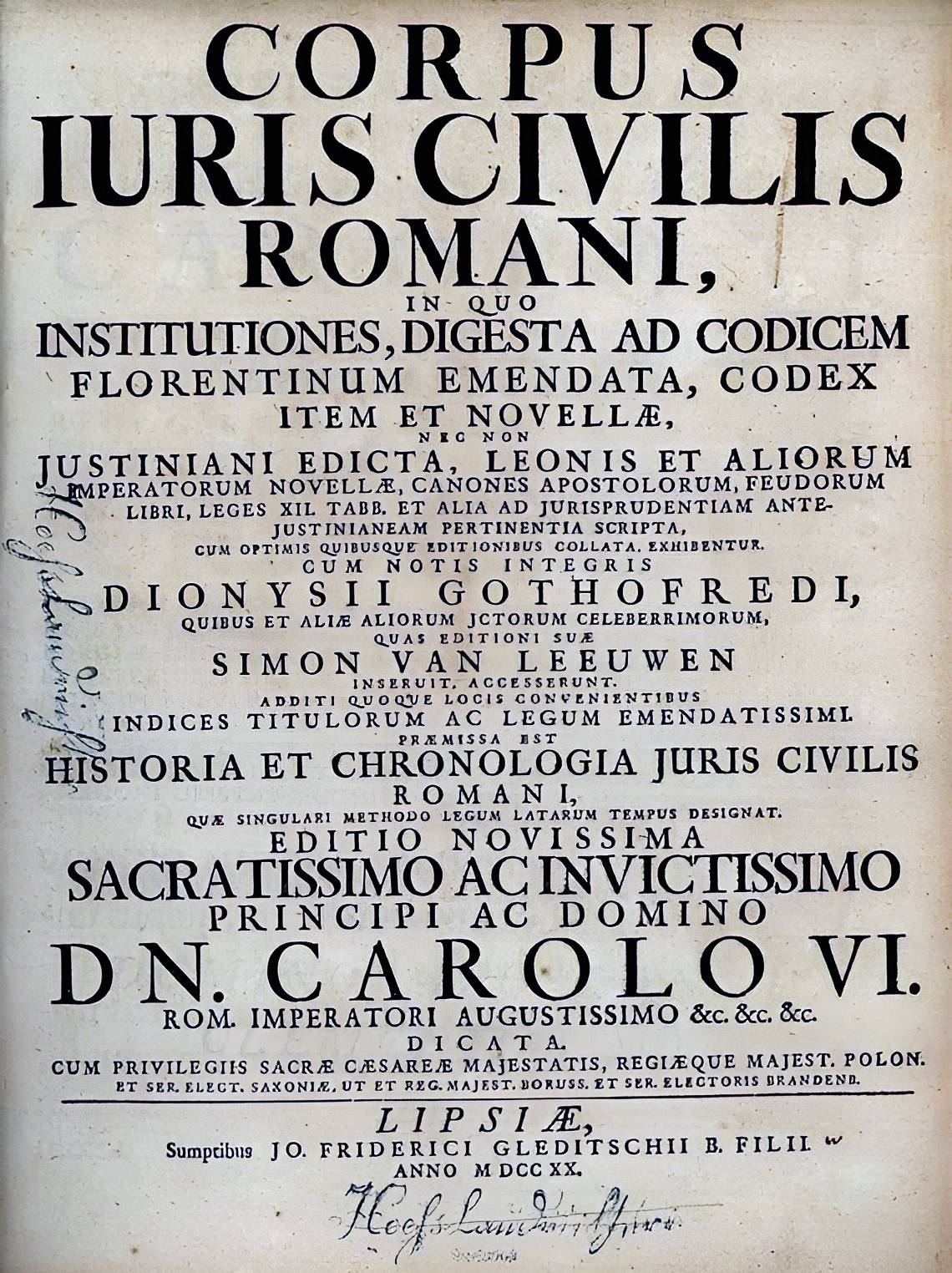
Frontispício do Corpus Juris Civilis

A partir do século XIII este cenário começa a mudar, especialmente pela redescoberta do Direito Romano através do Corpus Juris Civilis e de seu estudo nas novas Universidades (como a Universidade de Bolonha), e a organização feudal começa a dar espaço aos Estados com a centralização do poder nas mãos do monarca. Esta centralização do poder cria a necessidade de um Direito que dê conta do problema de governar grandes territórios com populações heterogêneas e o Direito Romano aparece como o Direito ideal capaz de unificar as diversas comunidades em Estados, já que ele era o Direito de um Império com vasto domínio territorial. Assim, há um renascimento dos estudos romanísticos com a Escola dos glosadores que considerava o texto romano quase que como "sagrado", limitando-se a realizar pequenas explicações à margem do texto, chamadas de "glosas". Portanto, começou a ser formada uma nova classe de juristas a partir do estudo do Direito Romano o que mudou o pensamento jurídico de um modo local e particular de pensar para um pensamento de matriz universalizante, isto é, um pensamento que buscava retirar do Direito Romano padrões aplicáveis de maneira universal.
O Direito Romano passa a ser visto como superior porque sua validade não derivava dos costumes, mas de uma pretensa correção desse Direito. Isto ocorria porque o Direito Romano tinha um grau de sofisticação muito maior do que os direitos consuetudinários da Europa Ocidental. Então, o Direito Romano era utilizado de forma subsidiária em relação aos direitos consuetudinários locais, existindo, assim, um equilíbrio, uma harmonização entre os dois Direitos. Entretanto, a partir do século XV, os juristas passaram a mudar de atitude em relação ao Direito Romano. As glosas eram explicações fragmentárias e assistemáticas e passaram a ser vistas como insuficientes. O jurista deveria realizar uma adaptação do texto romano às novas situações que surgiam. Tratava-se de passar do comentário ao texto (glosa) para o entendimento dos conceitos abstratos que eram delineados por aquele texto, isto é, o entendimento dos institutos jurídicos romanos criando um conhecimento cada vez mais sistematizado e abstrato (Escola dos comentadores).

## História
A história do jusracionalismo costuma ser dividida em três fases distintas. Primeiramente, uma fase de transição ainda muito ligada aos preceitos da escolástica e do velho direito natural. Em segundo lugar, uma fase de estabelecimento do método e sucessiva pormenorização do sistema de direito natural. Por último, a fase na qual o jusracionalismo tornou-se hegemônico no pensamento jurídico e nas cortes europeias, contribuindo com a edição de códigos de inspiração jusracionalista.

### Primeiro período

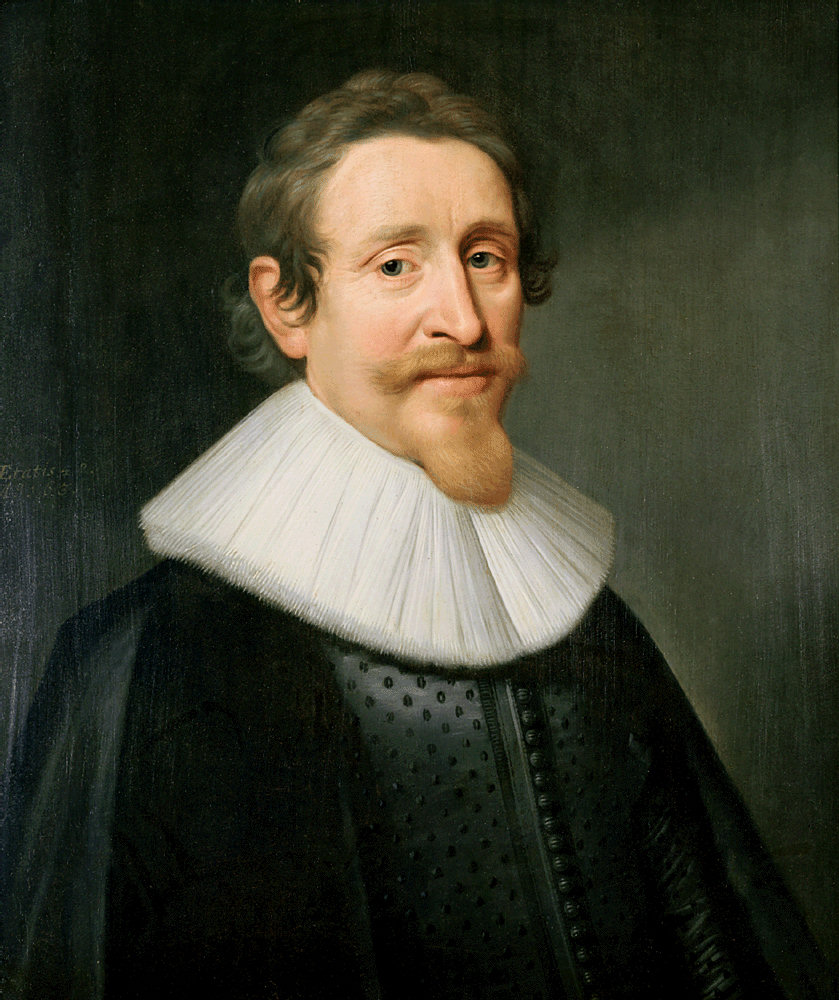
Hugo Grócio, um dos pioneiros do jusracionalismo

O surgimento do jusracionalismo está ligado às guerras religiosas iniciadas com a reforma e só terminadas com a paz de Vestfália ao fim da guerra dos Trinta Anos. Essas lutas eram lutas pela ideia de Direito e de Estado: a opção entre a liberdade religiosa e o centralismo absolutista. Mas o papel dos primeiros teóricos do jusracionalismo nessas guerras não se dá apenas um lado: alguns, como Althusius e Grócio, estão do lado da liberdade; mas outros, como Hobbes e Bodin, encontram-se do lado do absolutismo. Isto se dá porque o jusracionalismo está fundado tanto na antiga tradição jusnaturalista da Idade Média como também nas influências que vão dar na Reforma. Assim, fundamentará tanto o absolutismo como a soberania popular e nacional.
Na Alemanha, muito importante foi Johann Oldendorp, jurista alemão da reforma luterana, muito influenciado pelo humanismo jurídico. No espaço da contrarreforma, foram os juristas e teólogos espanhóis quem prepararam o caminho para o jusracionalismo ao aplicar o método escolástico tomista às novas questões que surgiam, sobretudo o direito de guerra e o direito internacional das guerras coloniais e religiosas. No restante da Europa, não diretamente protestante ou católica, mas envolvida em disputas, uma das grandes influências do início do jusracionalismo é Johannes Althusius que foi um jurista e filósofo calvinista. Foi muito importante por ser um dos primeiros a desenvolver uma teoria jusnaturalista da soberania popular, influenciando grandemente Hobbes e Rousseau. Entretanto, o mais importante dos precursores do jusracionalismo, sendo considerado até seu fundador, foi Hugo Grócio. Considerado muito importante por trazer em sua obra - especialmente "De iure belli ac pacis" (Do direito de guerra e paz, 1625) - já o espírito do jusracionalismo: a sistematicidade, o elevado grau de abstração e a fundamentação do edifício jurídico nos postulados do direito natural. Também é importante como fundador do moderno Direito internacional.

### Segundo período

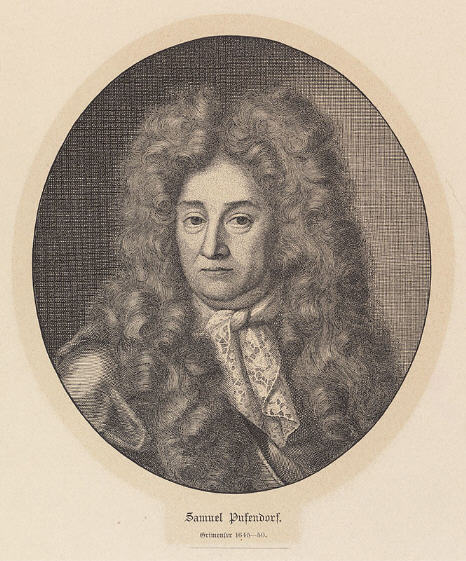
Pufendorf estabeleceu o primeiro sistema de teoria geral do direito

A segunda fase do jusracionalismo começa com o declínio das lutas religiosas, o que acaba por ocasionar uma emancipação dos pensadores desta fase em relação à tradição teológica. Também, com a conformação da organização dos Estados europeus, estes pensadores passaram a entrar em relações estreitas com as cortes, tornando-se o jusracionalismo em um instrumento do absolutismo esclarecido. Hobbes foi o primeiro destes pensadores que estiveram em relações muito próximas com as cortes europeias, tentando influenciá-las. Apesar disso, de certo modo, Hobbes é um caso especial, já que esteve ligado ao modelo que foi derrotado na Inglaterra (o absolutismo monárquico). Suas obras exerceram profunda influência no pensamento jusracionalista posterior, principalmente dois pontos: sua racionalização e secularização da teoria social; e sua teoria da soberania. Esta última, embora fundasse o direito positivo no direito natural, realizava uma dissolução radical deste último no direito autoritário do soberano, posição que não encontrou ecos no jusracionalismo futuro. Entretanto, sua utilização do modelo contratualista do antigo direito natural influenciou fortemente a posterior teoria contratualista jusracionalista. Na Inglaterra, Locke acabou por exercer mais influência já que sua teoria estava mais de acordo com o Parlamentarismo inglês. Por outro lado, a maior influência metodológica deste período veio de Baruch Espinoza que, com sua "Ética" demonstrada de acordo com o método geométrico, produziu a forma mais acabada de aplicação da matemática à metafísica e à ética. Hobbes e Espinoza, portanto, haviam constituído com suas obras os pressupostos metodológicos de um sistema axiomático de teoria geral do direito, embora nenhum deles o houvesse desenvolvido. Tal tarefa coube à Samuel Pufendorf que estabeleceu um sistema de teoria geral do direito extremamente influente - especialmente nos diversos Estados germânicos -, de certo modo sintetizando o pensamento jusracionalista à época.

### Terceiro período

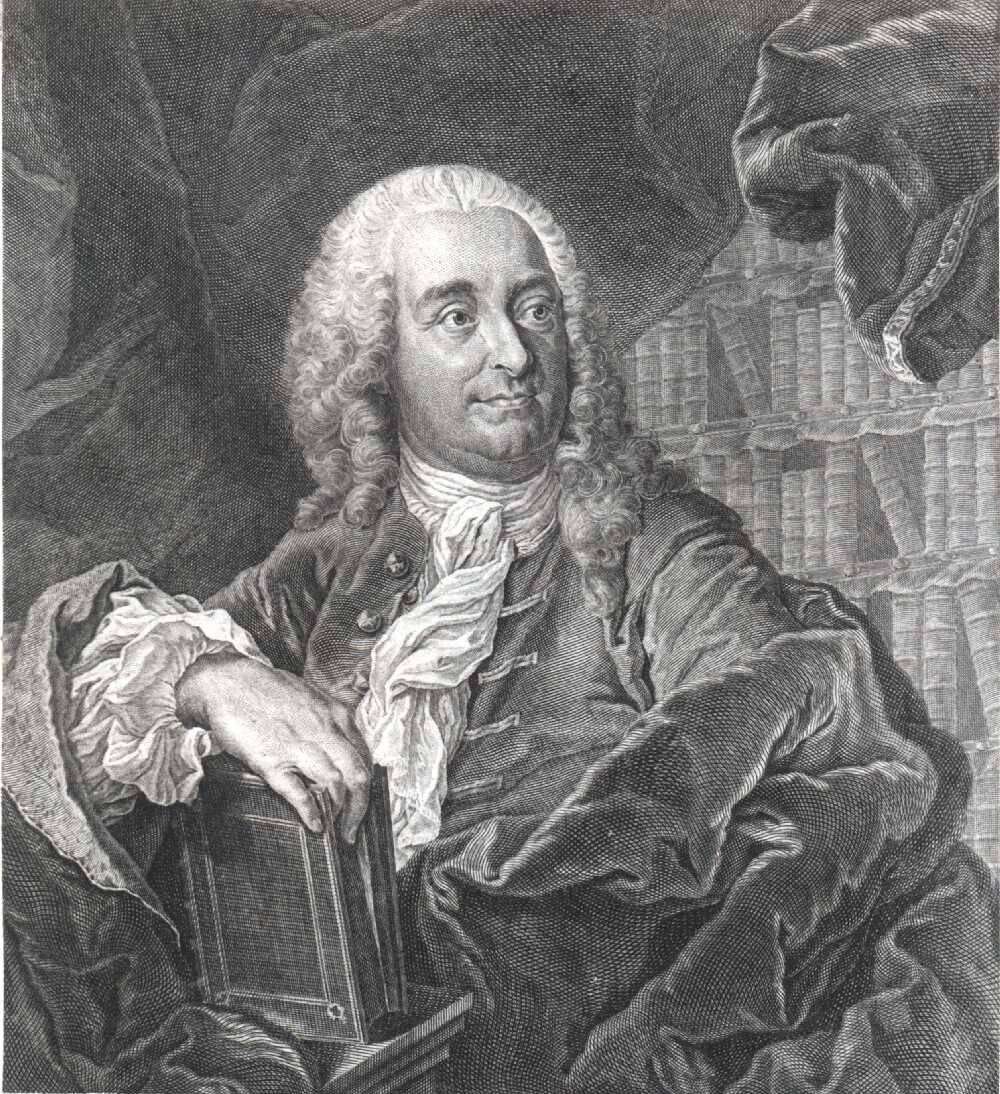
O filósofo e jurista Christian Wolff

Para Wieacker, o jusracionalismo, no período que antecede a Revolução Francesa, só teve consequências jurídico-políticas de fato na Europa Central e, posteriormente, nos Estados Unidos. Isto se deu porque, apesar de ligado às lutas por liberdade, essa escola adquiriu influência apenas quando conseguiu ligar-se aos Estados autoritários europeus - tal como em Portugal, na Toscana, em Nápoles, na Escandinávia e na Rússia -, principalmente aos Estados germânicos (com especial influência na Prússia). Isso se deu principalmente devido à combinação de razões filosóficas e políticas com a ética política protestante do Estado prussiano. Papel muito importante para a disseminação do jusracionalismo nos estados germânicos exerceram as novas universidades que foram fundadas após a reforma e que passaram a formar a burocracia dos regimes nos postulados da escola. Neste sentido, é central a importância de dois pensadores: Christian Thomasius e Christian Wolff. Thomasius deve ser considerado mais importante pelo seu papel de modelador do primeiro iluminismo alemão, tendo ensinado na universidade de Halle desde a sua fundação, em 1690. Assim, escreveu numerosos textos, envolveu-se em diversas polêmicas e foi uma espécie de agitador e divulgador da cultura jurídica de seu tempo. Wolff, por outro lado, levou às últimas consequências a utilização do método geométrico para deduzir o direito natural até os mais pormenorizados detalhes. Assim, sua obra efetua uma dedução exaustiva dos deveres a partir dos postulados da natureza humana. Imensa foi a sua influência na cultura jurídica, especialmente na Alemanha onde, um século mais tarde, surgiria a "jurisprudência dos conceitos" que pode ser dita como herdeira espiritual do trabalho de Wolff.

#### Movimento pela codificação

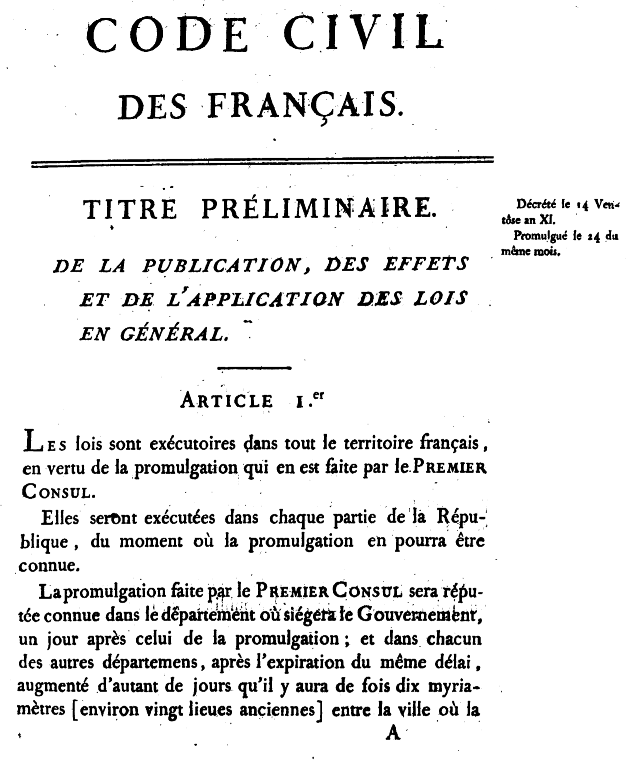
Primeira página da edição original do Código Napoleônico

As codificações de inspiração jusracionalista devem ser distinguidas daquelas contemporâneas e anteriores que estão fundadas na inspiração de reformar o direito já existente, porque elas visam a uma planificação global da sociedade através de uma reordenação sistemática e inovadora da matéria jurídica. Para o jusracionalismo, a atuação racional dos governantes criaria, por si só, uma sociedade melhor. Neste sentido, estas codificações se apresentam não como frutos acabados de uma tradição jurídica, mas sim como pré-projetos de uma sociedade melhor por vir. Assim, não são projetadas por corpos de práticos que aplicam o Direito existente (juízes, advogados, procuradores e etc), mas por uma elite intelectual com formação em filosofia e política, intimamente ligada aos soberanos. Neste sentido, o código prussiano de 1794, o austríaco de 1811 e o código civil napoleônico são exemplos de codificações inspiradas pelo jusracionalismo. O código prussiano e o código austríaco encontraram diversas dificuldades na sua longa elaboração. Na última fase de tramitação, as principais dificuldades surgiram devido a reação ao iluminismo que a Revolução na França provocou. Assim, uma vez outorgados, geraram um generalizado desprezo por grande parte das comunidades jurídicas locais que preferiram estudar de novas formas o velho Direito Romano (Escola Histórica do Direito), já que viam esses códigos como resultado da influência francesa, especialmente após a promulgação do Código napoleônico, em 1804. O Código francês, por sua vez, foi o mais exitoso de todos os códigos de inspiração jusracionalista, tendo se constituído a partir dele um novo modo de pensar o Direito, com a escola da exegese.

## Pensamento
O surgimento da escola jusracionalista só foi possível pelo desenvolvimento do rigor lógico e da abstração dentro do pensamento jurídico pelas escolas de pensamento da baixa idade média que primeiro estudaram o "Corpus Iuris" e daquelas do renascimento (como a "escola humanista"). A partir de Descartes, entretanto, surge uma nova concepção de razão: não mais fundada na compreensão de que o homem, animal racional, era também social e político, mas na certeza cartesiana de fundo matemático (geométrico). Assim, surge uma nova concepção de Direito na qual interessa o alcance da verdade, isto é, das verdadeiras obrigações, deveres e direitos que compõem o verdadeiro Direito. Essa nova razão, vista como faculdade humana que permitiria o alcance das verdades, permite que o direito natural fundado sobre suas descobertas adquira universalidade, já que qualquer homem poderia descobrir as verdades do direito natural posto que elas eram passíveis de ser descobertas através do uso da razão.
Logo, enquanto na Idade Média era Deus e a revelação divina que garantiam a universalidade do direito natural, na Idade Moderna é a razão humana, também universal e reveladora de verdades, que vem garantir esse papel. Portanto, neste novo Direito, ocorre uma secularização do direito natural que se liberta das concepções teológicas da Idade Média. Esse novo direito natural passa a representar tanto o método de criação do Direito (a construção a partir de conceitos gerais), como também um novo padrão moral que possibilitará a crítica do Direito legislado. Assim, do lado crítico, o direito natural possibilita a crítica ao velho direito de matriz romana (conhecido como "usus modernus pandectarum") e aos direitos consuetudinários. Mas não é apenas como crítica dos direitos positivos que o novo direito natural demonstrava sua força. Também funcionava o direito natural como fundamento da validade dessa nova filosofia ao demonstrar a justiça do direito positivado, especialmente através da doutrina do contrato social. Desse modo, o contratualismo possui papel central porque é ele que permite que o direito natural funcione como garantidor da validade dos direitos positivos, já que é ele que permite a fundação do direito positivo nas verdades descobertas pela razão. O Direito Natural conferia, assim, validade universal ao Direito graças a sua atemporalidade e supraespacialidade.

### Influência
O racionalismo jurídico foi uma escola de pensamento muito importante, tendo influenciado praticamente todo o desenvolvimento posterior do Direito no ocidente e no resto mundo. Os dois efeitos mais importantes do jusracionalismo foram ter possibilitado o início do desenvolvimento de um direito internacional entendido como obrigatório para os diversos Estados e, também, ter permitido o embate entre as diversas concepções de organização dos Estados ao servir como fundo comum dos argumentos de todos os lados do debate. Já no direito privado, o racionalismo jurídico possibilitou a libertação dos direitos positivos frente às fontes romanas e, com isso, a construção sistemática autônoma. Assim, de certo modo, o espírito sistemático que tomou conta do Direito nos séculos seguintes pode ser dito como o grande legado do jusracionalismo.
Na Alemanha, foi grande a influência sobre os estadistas e aqueles incumbidos de formular o direito positivo, levando ao surgimento das primeiras codificações (códigos prussiano e austríaco). Além disso, a sistematicidade do racionalismo jurídico foi adotada pelas escolas de pensamento jurídico que surgiram na Alemanha, como a "Escola histórica" e a "Jurisprudência dos conceitos". Na França, o jusracionalismo permitiu a luta contra a monarquia absolutista e a fundação de um modo de governo baseado nas concepções do iluminismo, especialmente na "vontade geral" rousseauniana. Na Inglaterra, foi pequena a influência já que lá o sistema jurídico baseado no precedente ("common law") resistia ao ímpeto reformista e revolucionário do jusracionalismo. Nos Estados Unidos, a influência foi muito grande, especialmente na formulação da resistência à metrópole e, posteriormente, na organização do Estado americano.

### Principais autores e obras
Lista formulada a partir da obra de Franz Wieacker.

#### Primeira fase

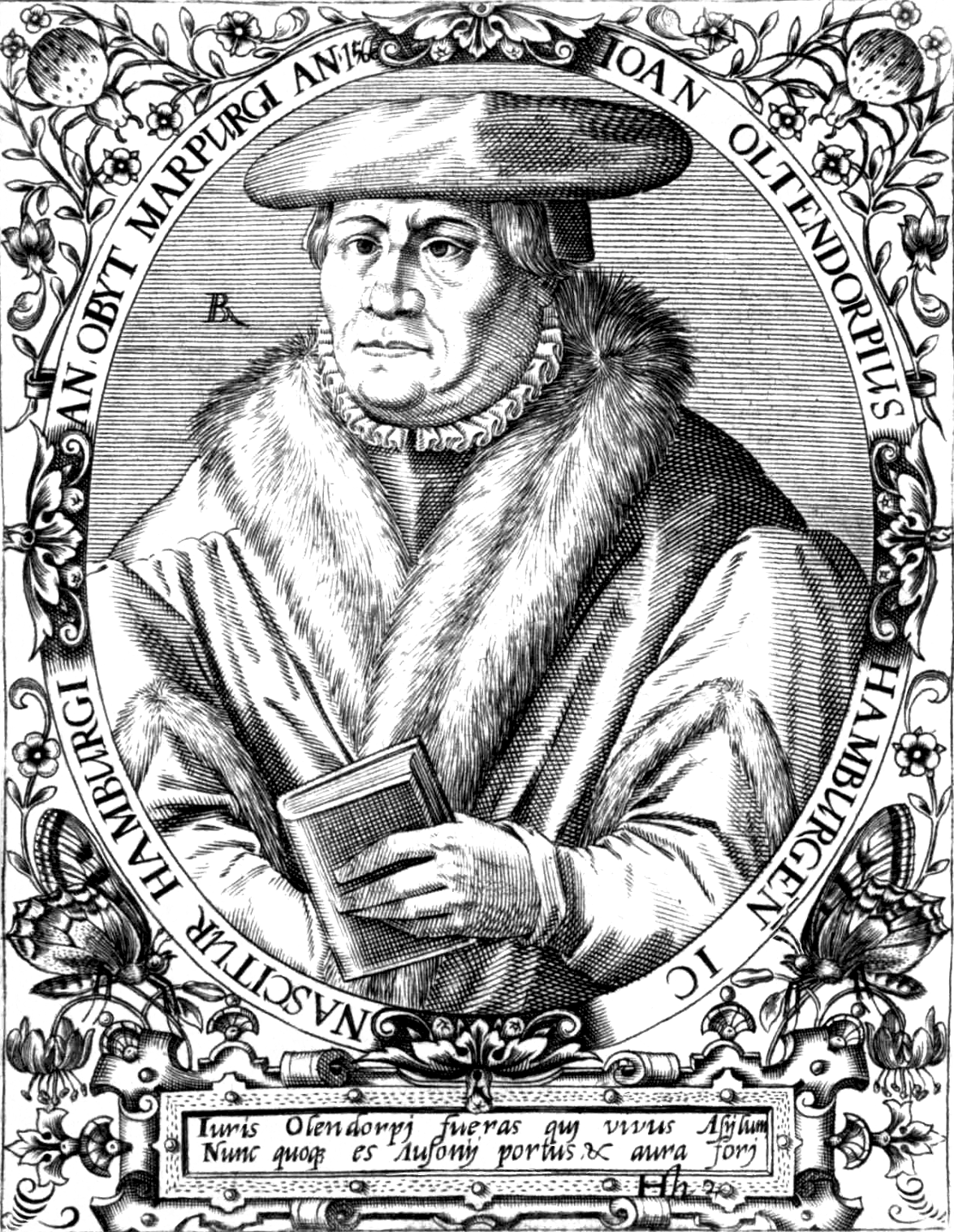
Johann Oldendorp

- Teólogos e juristas da escolástica tardia espanhola: Francisco de Vitória; Domingo de Soto; Fernando de Vasquez; Covarruvias; Ayala; Gabriel Vasquez; Francisco Suárez.
- Johann Oldendorp: Isagoge Juris Naturalis.
- Johannes Althusius: Politica Methodice Digesta.
- Hugo Grócio: Inleiding tot in de Hollandsche Rechtsgeleerdheid; Mari Liberum; De jure belli ac pacis.

#### Segunda fase
- Thomas Hobbes: De Cive.
- Baruch Espinoza: Ética; Tractatus Theologico-politicus.
- John Locke: Dois Tratados sobre o Governo.
- Samuel Pufendorf: De Jure Naturae et Gentium Libri Octo.
- Gottfried Wilhelm Leibniz

#### Terceira fase
- Christian Thomasius: Versuch vom Wesen des Geistes; Fundamenta Juris Naturae et Gentium.
- Christian Wolff: Philosophia Universalis; Jus Naturae Methodo Scientifica Pretractatum.
- Montesquieu: O Espírito das Leis
- Jean-Jacques Rousseau: Do Contrato Social

## Críticas e fim da escola
Após a grande importância que o racionalismo jurídico representou na luta contra o Antigo Regime, especialmente na França onde esta luta foi vitoriosa com a revolução, seu ímpeto revolucionário passou a representar um perigo para o novo regime que se buscava estabelecer. Como o jusracionalismo defendia que a razão poderia descobrir o direito natural - que deveria, então, corrigir o direito positivo -, esse "jusracionalismo crítico" tornava-se em um constante elemento de instabilidade política. Foi a partir da ênfase nas contribuições de três filósofos e juristas - Hobbes, Montesquieu e Rousseau - que foi possível o desenvolvimento de um "jusracionalismo conservador" que possibilitou a justificação do poder do novo regime a partir do desenvolvimento do que ficou conhecido como positivismo jurídico, com a "Escola da exegese".
Ao mesmo tempo, nos territórios germânicos começava a tomar forma outra escola - também de natureza positivista - que seria crítica ao racionalismo jurídico a partir de uma crítica ao pressuposto de universalidade: a existência do direito natural contribuía para a desconsideração dos fatores que permitiam a compreensão do Direito, ou seja, a realidade local e temporal de construção e aplicação desse Direito. Assim, essa escola criticava o jusracionalismo por não conjugar o direito positivo com as condições que possibilitaram o seu surgimento, não conseguindo compreender corretamente esse direito.